# Antonio Martín Sánchez
Antonio Martín Sánchez (Palma del Río, Còrdova, 19 de setembre de 1947 – El Prat de Llobregat, Baix Llobregat, 31 de desembre de 1981) fou un polític i sindicalista català d'origen cordovès, primer alcalde del Prat de Llobregat elegit democràticament després de la dictadura franquista.

## Biografia
Va néixer el 19 de setembre de 1947 a Palma del Río, un poble de la província de Còrdova. Començà a treballar des dels 15 anys i pocs anys després s'afilià al Partit Comunista d'Espanya (PCE). Al començament de la dècada dels setanta s'instal·là definitivament al Prat de Llobregat, afiliant-se l'any 1971 al Partit Socialista Unificat de Catalunya (PSUC). També fou membre del sindicat Comissions Obreres, desenvolupant càrrecs de responsabilitat. L'any següent va casar-se amb Carmen Díaz, amb qui va tenir dues filles. Ràpidament s'integrà a la societat catalana, aprenent i parlant català, mentre continuava la seva activitat sindical i política a la clandestinitat. De formació autodidacta, havia acabat els estudis de delineant i començava a estudiar dret l'any 1981.
En les primeres eleccions municipals democràtiques de l'any 1979 fou escollit com a home de consens del PSUC i encapçalà la llista electoral del partit per l'ajuntament del Prat. El 3 d'abril de 1979 el PSUC guanyà les eleccions municipals per davant del grup municipal del Partit dels Socialistes de Catalunya (PSC) amb un escàs marge de vots, 7897 i 7642 respectivament. Fou investit alcalde del Prat el 19 d'abril del mateix any, amb el suport de comunistes i socialistes, tanmateix poc temps després es trencà aquest pacte. Mantingué l'alcaldia amb el suport del grup municipal de Convergència i Unió (CiU).
Morí el 31 de desembre de 1981 com a conseqüència d'un greu accident de trànsit que va patir dies abans. El seu funeral, el 2 de gener de 1982, congregà una gran multitud de ciutadans com a reconeixement social i polític de la seva figura. També hi assistiren personalitats rellevants de la política catalana i espanyola, com Jordi Pujol, president de la Generalitat de Catalunya, Narcís Serra, alcalde de Barcelona, o Santiago Carrillo, secretari general del PCE, entre d'altres. Setmanes després, Luis Tejedor esdevingué nou alcalde del Prat de Llobregat el 2 de març de 1982 amb el suport de comunistes i socialistes.
Com a homenatge pòstum, la biblioteca pública de la ciutat fou anomenada com Biblioteca Antonio Martín.